# Carl Godager Kaas

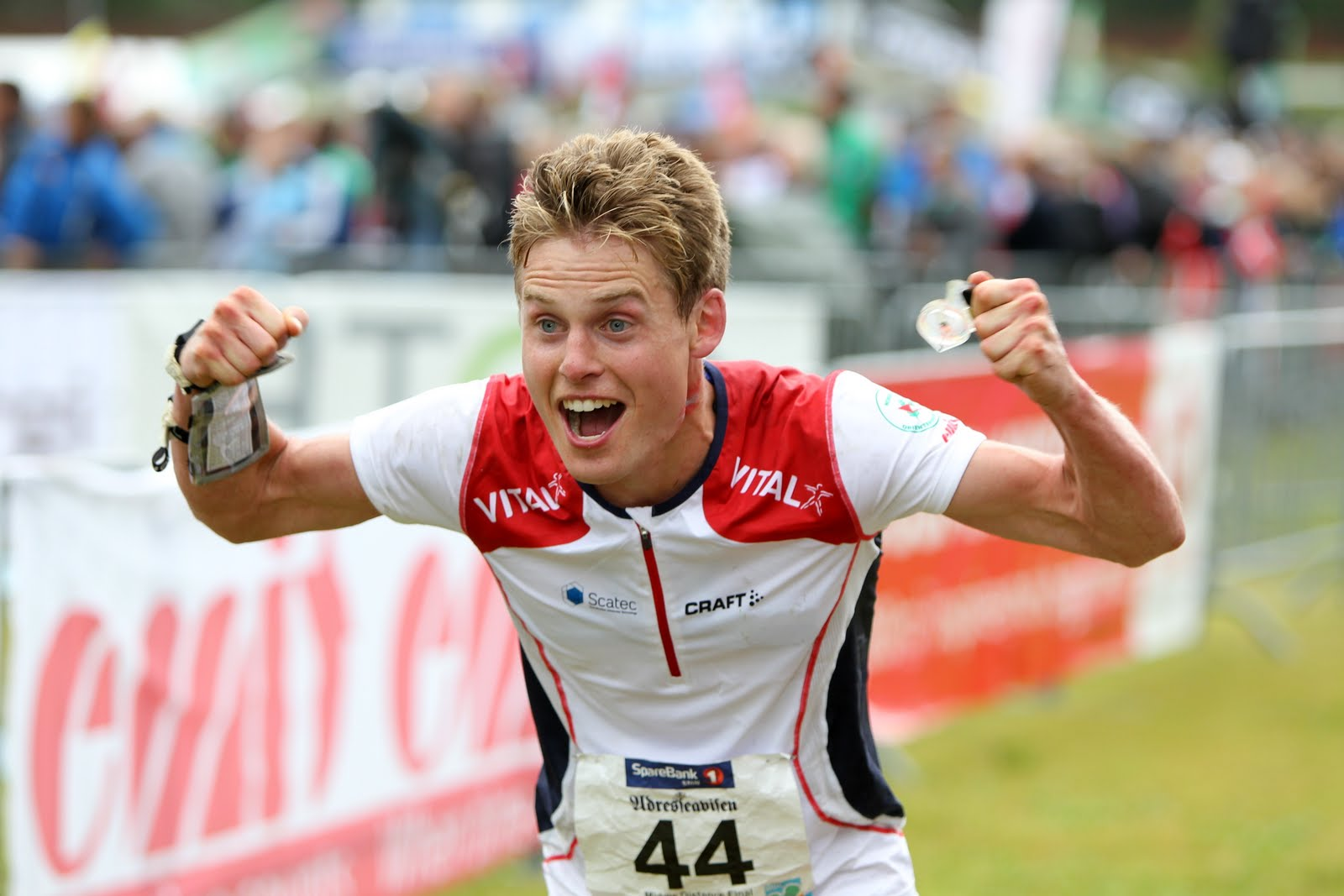
Weltmeisterschaft 2010, Mitteldistanzfinale

Carl Godager Kaas (früher Carl Waaler Kaas; * 28. Juli 1982 in Oslo) ist ein norwegischer Orientierungsläufer. Sein bislang größter Erfolg war der Weltmeistertitel in der Mitteldistanz 2010.

## Leben
Carl Waaler Kaas wuchs in Oslo auf und besuchte dort das Handelsgymnasium (bis 2001). Das anschließende Studium der Energie- und Umwelttechnik an der Technisch-Naturwissenschaftlichen Universität Norwegens schloss er 2010 ab.
Einer seiner ersten internationalen Erfolge waren ein dritter Platz in der Staffel bei den Europameisterschaften 2006 und ein vierter Platz bei den Open Nordic Orienteering Championships (NOC) 2007. 2008 startete er erstmals bei Orientierungslauf-Weltmeisterschaften. 2009 konnte er seinen ersten Sieg in einem Weltcupbewerb feiern. 2010 wiederholte Kaas seinen dritten Platz in der Staffel-Europameisterschaft und gewann den Mitteldistanztitel bei den Weltmeisterschaften in Trondheim. Mit der norwegischen Staffel errang er darüber hinaus die Weltmeisterschafts-Silbermedaille. 2010 wechselte er auch vom Universitätssportverein NTNUI zum Bækkelagets SK.
Er ist mit Lene Godager verheiratet.